# Villa Saint-Ange
La villa Saint-Ange est une voie du 17e arrondissement de Paris, en France.

## Situation et accès
La villa Saint-Ange est une voie située dans le 17e arrondissement de Paris. Elle débute au 8, passage Saint-Ange et se termine au 28, rue Jean-Leclaire.

## Origine du nom

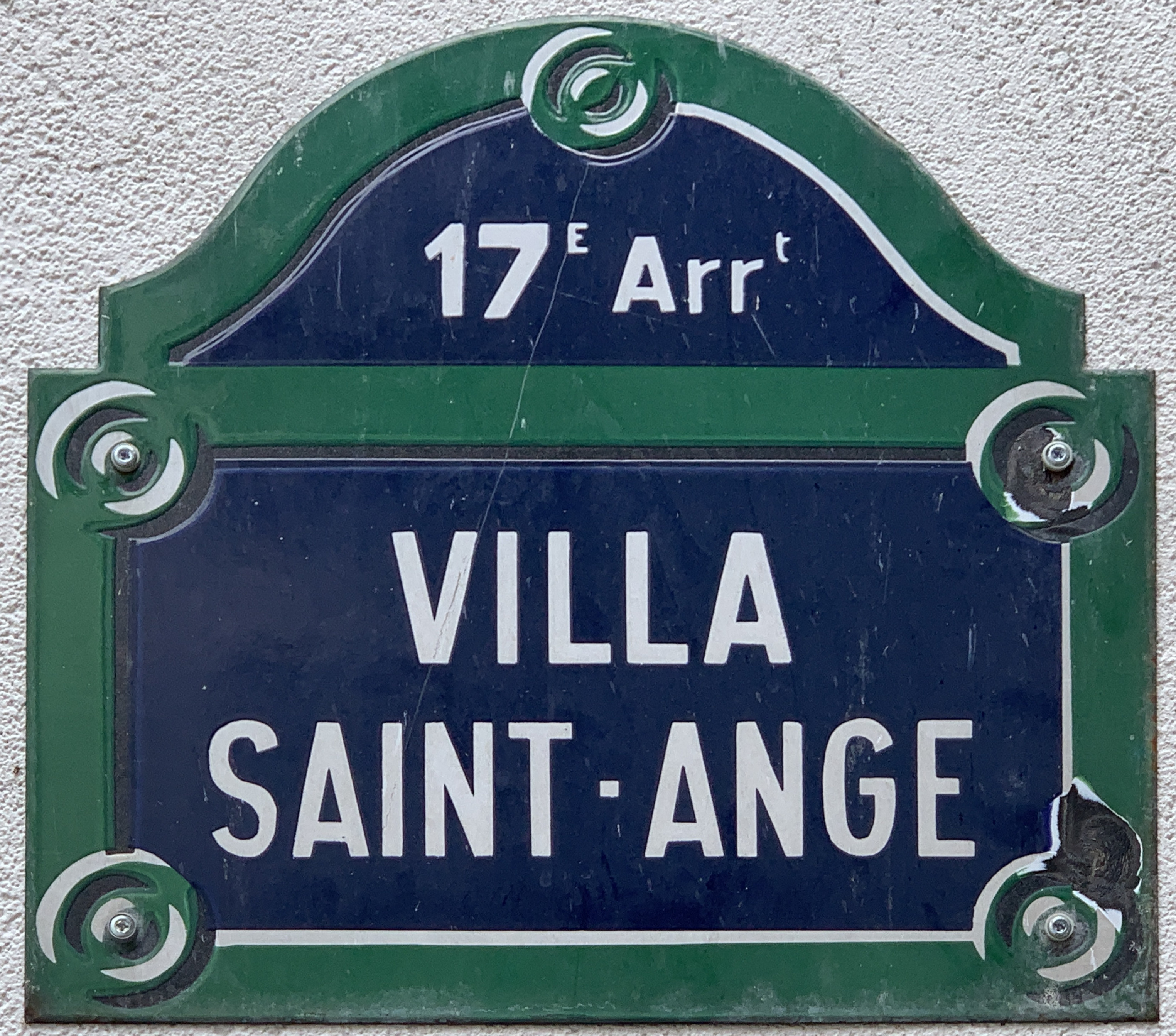
Plaque de la voie.

La voie tire son nom de celui d'un ancien propriétaire et de sa proximité avec le passage Saint-Ange.

## Historique
La voie est créée dans le cadre de l'aménagement de la zone sous le nom provisoire de « voie AM/17 » et prend sa dénomination actuelle par décret municipal du 21 avril 1987. 